# Taita-rigó
A Taita-rigó (Turdus helleri) a madarak osztályának verébalakúak (Passeriformes) rendjébe és a rigófélék (Turdidae) családjába tartozó faj.

## Rendszerezése
A fajt Edgar Alexander Mearns amerikai ornitológus írta le 1913-ban, a Planesticus nembe Planesticus helleri néven. Szerepelt a fokföldi rigó (Turdus olivaceus) alfajaként Turdus olivaceus helleri néven is.

## Előfordulása
Kelet-Afrikában, Kenyában a Taita-hegység területén honos. Természetes élőhelyei a szubtrópusi és trópusi hegyi esőerdők. Állandó nem vonuló faj.

## Megjelenése
Testhossza 22 centiméter, testtömege 53–89 gramm.

## Életmódja
Gerinctelenekkel táplálkozik, de néha gyümölcsöket is fogyaszt.

## Természetvédelmi helyzete
Az elterjedési területe nagyon kicsi, egyedszáma 930 példány alatti és csökken. A Természetvédelmi Világszövetség Vörös listáján veszélyeztetett fajként szerepel.